# 馬尼亞京
50°25′35″N 27°13′26″E / 50.42639°N 27.22389°E
馬尼亞京（烏克蘭語：Манятин），是烏克蘭西部的村莊，隸屬赫梅利尼茨基州的舍佩蒂夫卡區。該村面積1.9平方公里，海拔高度222米，2001年人口520，人口密度每平方公里272.3人。